# Little Wonder
Little Wonder is een nummer van Britse muzikant David Bowie en de eerste track van zijn album Earthling uit 1997. Het nummer werd een week voor de release van het album uitgebracht als de tweede en meest succesvolle single van het album. De videoclip van het nummer werd genomineerd voor een Brit Award in 1998.

## Achtergrond
Bowie gebruikte de namen van alle zeven dwergen uit het sprookje Sneeuwwitje en verzon nieuwe dwergennamen nadat hij ze allemaal had gebruikt. De regel "If it's good to ya, it's gotta be good for ya" tijdens het instrumentale deel van het nummer was gesampled van de intro van een live Steely Dan-nummer genaamd "Bodhisattva" van de box set Citizen Steely Dan. Twee belangrijke interpretaties van de tekst zijn gegeven door journalist James E. Perone, die schreef dat het nummer enkele karakteristieken van Bowie's eigen persoonlijkheid representeerde, of een alien die zijn blik op de aarde geeft. De drumbreak is gesampled van het instrumentale The Winstons-nummer "Amen, Brother", die vaak de "Amen break" wordt genoemd.

## Tracklijst
- Alle nummers geschreven door Bowie, Reeves Gabrels en Mark Plati, tenzij anders genoteerd.

Cd-versie 1 (Verenigd Koninkrijk)
1. "Little Wonder" (edit) - 3:40
2. "Little Wonder" (Ambient Junior Mix) - 9:55
3. "Little Wonder" (Club Dub Junior Mix) - 8:10
4. "Little Wonder" (4/4 Junior Mix) - 8:10
5. "Little Wonder" (Juniors Club Instrumental) - 8:14

Cd-versie 2 (Verenigd Koninkrijk, limited edition)
1. "Little Wonder" (edit) - 3:40
2. "Telling Lies" (Adam F Mix) - 3:58
3. "Jump They Say" (Leftfield 12" Vocal Mix) - 7:40
4. "Little Wonder" (Danny Saber Mix) - 3:06

Cd-versie (Verenigde Staten)
1. "Little Wonder" (Albumversie) - 6:02
2. "Little Wonder" (Ambient Junior Mix) - 9:55
3. "Little Wonder" (Club Dub Junior Mix) - 8:10
4. "Little Wonder" (Danny Saber Dance Mix) - 5:30

Cd-versie 1 (Europa)
1. "Little Wonder" (Albumversie) - 6:02
2. "Little Wonder" (Ambient Junior Mix) - 9:55
3. "Little Wonder" (Danny Saber Mix) - 3:06
4. "Little Wonder" (Club Dub Junior Mix) - 8:10
5. "Little Wonder" (4/4 Junior Mix) - 8:10

Cd-versie 2 (Europa)
1. "Little Wonder" (edit) - 3:40
2. "Little Wonder" (Junior Club Mix) - 8:10
3. "Telling Lies" (Adam F Mix) - 3:58

Cd-versie 3 (Europa)
1. "Little Wonder" (edit) - 3:40
2. "Telling Lies" (Adam F Mix) - 3:58

Cd-versie (Japan)
1. "Little Wonder" (edit) - 3:40
2. "Little Wonder" (Junior Club Mix) - 8:10
3. "Little Wonder" (Danny Saber Mix) - 3:06
4. "Little Wonder" (Club Dub Junior Mix) - 8:10
5. "Little Wonder" (4/4 Junior Mix) - 8:10

12"-versie (Verenigd Koninkrijk)
1. "Little Wonder" (Junior Club Mix) - 8:10
2. "Little Wonder" (Danny Saber Mix) - 5:30
3. "Telling Lies" (Adam F Mix) - 3:58

12"-versie (Europa)
1. "Little Wonder" (Junior Club Mix) - 8:10
2. "Little Wonder" (Danny Saber Mix) - 5:30

## Muzikanten
- David Bowie: zang, samples
- Reeves Gabrels: programmeren, echte en gesamplede gitaar, zang
- Mark Plati: drumloops, elektronische percussie, programmeren, loops, samples
- Gail Ann Dorsey: basgitaar
- Zachary Alford: drums
- Mike Garson: keyboards, piano

## Hitnoteringen

### Nederlandse Top 40
| Hitnotering: 08-02-1997 t/m 15-02-1997 | Hitnotering: 08-02-1997 t/m 15-02-1997 | Hitnotering: 08-02-1997 t/m 15-02-1997 | Hitnotering: 08-02-1997 t/m 15-02-1997 |
| Week:                                  | 1                                      | 2                                      |                                        |
| -------------------------------------- | -------------------------------------- | -------------------------------------- | -------------------------------------- |
| Positie:                               | 33                                     | 32                                     | uit                                    |

### Nationale Hitparade top 50 /Single Top 100
| Hitnotering: 30-03-1996 t/m 20-04-1996 | Hitnotering: 30-03-1996 t/m 20-04-1996 | Hitnotering: 30-03-1996 t/m 20-04-1996 | Hitnotering: 30-03-1996 t/m 20-04-1996 | Hitnotering: 30-03-1996 t/m 20-04-1996 | Hitnotering: 30-03-1996 t/m 20-04-1996 | Hitnotering: 30-03-1996 t/m 20-04-1996 |
| Week:                                  | 1                                      | 2                                      | 3                                      | 4                                      | 5                                      |                                        |
| -------------------------------------- | -------------------------------------- | -------------------------------------- | -------------------------------------- | -------------------------------------- | -------------------------------------- | -------------------------------------- |
| Positie:                               | 61                                     | 50                                     | 63                                     | 74                                     | 81                                     | uit                                    |